# Deccan Chargers
Deccan Chargers (Telugu: డెక్కన్ చార్జర్స్; Abkürzung: DC, deutsch: Schlachtrösser Deccas) war ein Franchise-Team, das Hyderabad im Cricket in der Indian Premier League repräsentierte. In der Saison 2009 konnte die Mannschaft die Indian Premier League gewinnen. Im Jahr 2012 wurde es dann aufgelöst.

## Stadien
Während ihrer Existenz hat die Mannschaft die folgenden Stadien für ihre Heimspiele verwendet.
| Stadion                                    | Stadt         | Kapazität | Spielzeiten |
| ------------------------------------------ | ------------- | --------- | ----------- |
| Barabati Stadium                           | Cuttack       | 45.000    | 2010–2012   |
| Rajiv Gandhi International Cricket Stadium | Hyderabad     | 55.000    | 2008–2012   |
| ACA-VDCA Cricket Stadium                   | Visakhapatnam | 30.000    | 2012        |

## Geschichte

### Gründung
Im September 2007 wurde die Indian Premier League angekündigt und es wurde festgelegt, dass sie mit Franchises betrieben werden soll. Die Auktion der ersten Franchises fand am 24. Januar 2008 statt. Das Franchise in Deccan wurde durch die Deccan Chronicle Group gegründet, das bei der ersten Team Auktion 107 Millionen US-Dollar bezahlte.

### Saison 2008
Bei der Auktion sicherte sich das Franchise zahlreiche Spitzenspieler, unter anderem Adam Gilchrist, Shahid Afridi und VVS Laxman. Ein vorgesehener Starspieler der ersten Saison war Andrew Symonds, der jedoch auf Grund von Verpflichtungen für seine Nationalmannschaft nur kurz zur Verfügung stand. Die Saison verlief schlecht für das Team, das bei nur zwei Siegen (gegen die Mumbai Indians und Chennai Super Kings) und zwölf Niederlagen den letzten Platz belegte. Der beste Batsman des Teams war Adam Gilchrist, der beste Bowler RP Singh.

### Saison 2009
In der neuen Saison, die in Südafrika ausgetragen wurde, ging das Franchise nur als Außenseiter in die Saison. Dazu trug auch bei, dass Shahid Afridi den Club verließ und mit Fidel Edwards und Dwayne Smith zwar respektable, aber keine Spieler, die hohe Erwartungen weckten, verpflichtete. Die Saison begann gut für das Team, das mit vier Siegen startete. Anschließend spielten die Deccan Chargers jedoch nur durchschnittlich, mit letztendlich sieben Siegen und sieben Niederlagen, und erreichten nur dank einer Niederlage der Kings XI Punjab im letzten Spiel sicher das Halbfinale. Dort konnte dann, dank einer herausragenden Leistung von Adam Gilchrist, der sein half-century (50 Runs) in 17 Bällen erreichte, die Delhi Daredevils mit sechs Wickets geschlagen werden. Im Finale gegen die Royal Challengers Bangalore konnte sich das Team mit sechs Runs durchsetzen und den Titel für sich beanspruchen. Der beste Batsman des Teams war Adam Gilchrist, der beste Bowler RP Singh, der auch mit 23 Wickets der beste Bowler der gesamten IPL wurde. Diese Platzierung erlaubte es dem Franchise bei der neu ins Leben gerufenen Champions League Twenty20 2009 teilzunehmen. Dort schieden sie jedoch gegen Trinidad und Tobago und Somerset Sabres schon in der Vorrunde aus.

### Saison 2010
Die teuerste Erwerbung des Teams bei der Spielerauktion war Kemar Roach.
Die Saison war von mehreren Serien geprägt. Nach einer Auftaktniederlage gegen die Kolkata Knight Riders folgten drei Siege und anschließend 5 Niederlagen. Mit fünf Siegen zum Abschluss der Vorrunde qualifizierte man sich für das Halbfinale. Dort traf man auf die Chennai Super Kings und verlor mit 38 Runs. Im abschließenden Spiel um den dritten Platz verlor das Team mit 9 Wickets gegen die Royal Challengers Bangalore. Damit verpasste die Mannschaft auch die Qualifikation für die Champions League Twenty20 2010. Der beste Batsman des Teams war Andrew Symonds, der beste Bowler Pragyan Ojha, der mit 21 Wickets die meisten Wickets aller IPL-Spieler erzielte.

### Saison 2011
Die neue Saison brachte einen neuen Kapitän, der mit Kumar Sangakkara gefunden wurde. Auch wurde bei der Spielerauktion der australische Bowler Dale Steyn verpflichtet. In der Saison kam das Team nur zu wenigen Erfolgen. Zur Hälfte der Saison hatten sie nur drei Siege erzielt, bevor sie vier Spiele in Folge verloren. Damit waren sie schon ausgeschieden, auch wenn sie die letzten drei Spiele gewinnen konnten. Als siebter der Saison verpassten sie die Play-offs. Der beste Batsman des Teams war Shikhar Dhawan, der beste Bowler Amit Mishra.

### Saison 2012
Unter den Neuverpflichtungen der Saison war Darren Bravo. In der Saison dauerte es bis zum sechsten Spiel, als Regen ihnen den ersten Punkt lieferte, da das Spiel gegen die Kolkata Knight Riders abgesagt werden musste. Abseits davon konnten sie jedoch nur vier Siege verbuchen und schieden als Achter nach der Vorrunde aus. Bester Batsman des Teams war Shikhar Dhawan, der beste Bowler Dale Steyn.

### Das Ende des Franchises
Im August 2012 wurde bekannt, dass der Besitzer den Verkauf des Franchises anstrebte. Bei einer anberaumten Auktion erhielten sie jedoch nur ein Gebot, welches abgelehnt wurde. Auf Grund von Vertragsbruch löste das BCCI am 14. September 2012 das Franchise auf. In der Folge wurde das Franchise in Hyderabad neu ausgeschrieben, dessen Auktion Sun TV gewann und das neue Franchise mit Sunrisers Hyderabad benannten.

## Abschneiden in der IPL
| Jahr | Spiele | Siege | Niederlagen | No Result | Endplatzierung (Vorrunde) |
| ---- | ------ | ----- | ----------- | --------- | ------------------------- |
| 2008 | 14     | 2     | 12          | 0         | Vorrunde (8/8)            |
| 2009 | 16     | 9     | 7           | 0         | 1. Platz (4/8)            |
| 2010 | 16     | 8     | 8           | 0         | 4. Platz (2/8)            |
| 2011 | 14     | 6     | 8           | 0         | Vorrunde (7/10)           |
| 2012 | 16     | 4     | 11          | 1         | Vorrunde (8/9)            |

## Statistiken
Die Spieler der Deccan Chargers erzielten die folgenden Cricketstatistiken.
| Twenty20         | Twenty20   | Twenty20 | Twenty20 | Twenty20 | Twenty20 | Twenty20 | Twenty20 | Twenty20 |
| Batting          | Batting    | Batting  | Batting  | Batting  | Batting  | Batting  | Batting  | Batting  |
| Spieler          | Mannschaft | Spiele   | Innings  | Runs     | Average  | HS       | 100s     | 50s      |
| ---------------- | ---------- | -------- | -------- | -------- | -------- | -------- | -------- | -------- |
| Adam Gilchrist   | 2008–2010  | 48       | 48       | 1289     | 27,42    | 109*     | 1        | 8        |
| Rohit Sharma     | 2008–2010  | 47       | 46       | 1219     | 30,47    | 76*      | 0        | 8        |
| Shikhar Dhawan   | 2011–2012  | 29       | 29       | 969      | 37,26    | 95*      | 0        | 7        |
| Andrew Symonds   | 2011–2012  | 30       | 29       | 849      | 33,96    | 117*     | 1        | 5        |
| Herschelle Gibbs | 2008–2010  | 33       | 33       | 805      | 26,83    | 69*      | 0        | 5        |
| Bowling          |            |          |          |          |          |          |          |          |
| Spieler          | Mannschaft | Spiele   | Overs    | Wickets  | Average  | BBI      | 5W       | 10W      |
| Pragyan Ojha     | 2008–2011  | 56       | 194.1    | 62       | 22,19    | 3/21     | 0        | 0        |
| RP Singh         | 2008–2010  | 44       | 161.0    | 54       | 23,59    | 4/22     | 0        | 0        |
| Dale Steyn       | 2011–2012  | 24       | 92.1     | 32       | 18,25    | 3/8      | 0        | 0        |
| Amit Mishra      | 2011–2012  | 28       | 100.2    | 32       | 22,96    | 4/9      | 0        | 0        |
| Ryan Harris      | 2009–2010  | 16       | 61.4     | 20       | 23,15    | 3/18     | 0        | 0        |
| Andrew Symonds   | 2008–2010  | 30       | 88.5     | 20       | 33,35    | 2/21     | 0        | 0        |

## Erfolge
- Gewinn der IPL 2009